# Les Cent-Acres
Les Cent-Acres sont une commune française située dans le département de la Seine-Maritime en région Normandie.

## Géographie

### Situation
La commune est située sur le plateau qui sépare la vallée de la Scie, à l'ouest, et celle de la Varenne, à l'est. Elle est traversée du nord au sud par la route départementale D 100.
Le village des Cent-Acres est au sud de la commune.

### Communes limitrophes
| Saint-Crespin      | Sainte-Foy                     | Saint-Honoré |
| Saint-Crespin      | Cents-Acres                    | Muchedent    |
| Notre-Dame-du-Parc | Le Catelier Notre-Dame-du-Parc | Le Catelier  |

### Hydrographie
La commune est située dans le bassin Seine-Normandie. Elle est drainée par  et un autre petit cours d'eau,.

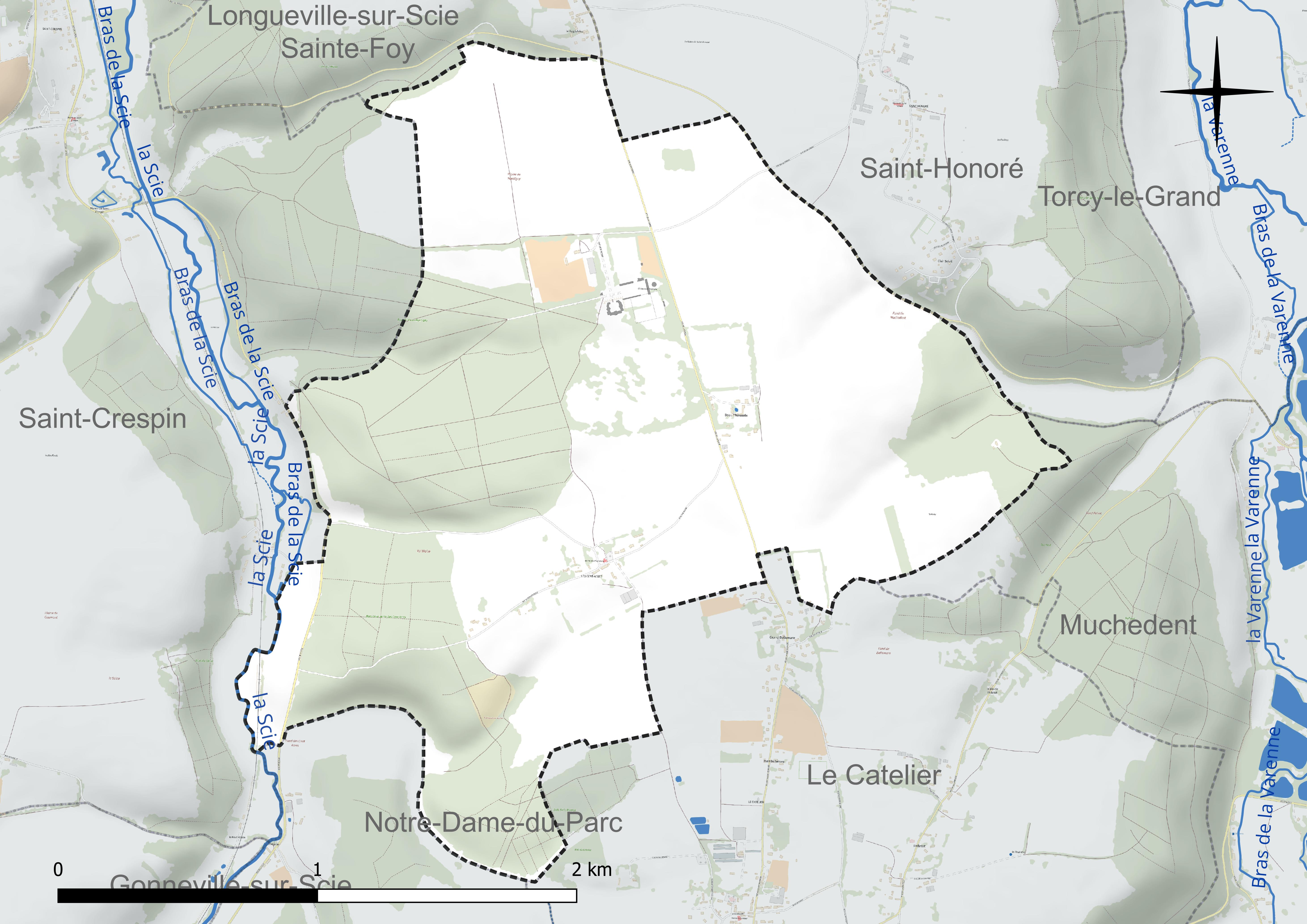
Réseau hydrographique des Cent-Acres.

### Climat
Pour des articles plus généraux, voir Climat de la Normandie et Climat de la Seine-Maritime.
En 2010, le climat de la commune est de type climat océanique franc, selon une étude du CNRS s'appuyant sur une série de données couvrant la période 1971-2000. En 2020, Météo-France publie une typologie des climats de la France métropolitaine dans laquelle la commune est exposée à un climat océanique et est dans la région climatique Côtes de la Manche orientale, caractérisée par un faible ensoleillement (1 550 h/an) ; forte humidité de l’air (plus de 20 h/jour avec humidité relative > 80 % en hiver), vents forts fréquents. Parallèlement le GIEC normand, un groupe régional d’experts sur le climat, différencie quant à lui, dans une étude de 2020, trois grands types de climats pour la région Normandie, nuancés à une échelle plus fine par les facteurs géographiques locaux. La commune est, selon ce zonage, exposée à un « climat maritime », correspondant au Pays de Caux, frais, humide et pluvieux, légèrement plus frais que dans le Cotentin.
Pour la période 1971-2000, la température annuelle moyenne est de 10,1 °C, avec une amplitude thermique annuelle de 13 °C. Le cumul annuel moyen de précipitations est de 907 mm, avec 13,1 jours de précipitations en janvier et 8,8 jours en juillet. Pour la période 1991-2020, la température moyenne annuelle observée sur la station météorologique la plus proche, située sur la commune de Dieppe à 18 km à vol d'oiseau, est de 11,3 °C et le cumul annuel moyen de précipitations est de 805,2 mm,. Pour l'avenir, les paramètres climatiques de la commune estimés pour 2050 selon différents scénarios d’émission de gaz à effet de serre sont consultables sur un site dédié publié par Météo-France en novembre 2022.

## Urbanisme

### Typologie
Au 1er janvier 2024, Les Cent-Acres sont catégorisés commune rurale à habitat très dispersé, selon la nouvelle grille communale de densité à sept niveaux définie par l'Insee en 2022.
Elle est située hors unité urbaine. Par ailleurs la commune fait partie de l'aire d'attraction de Dieppe, dont elle est une commune de la couronne,. Cette aire, qui regroupe 62 communes, est catégorisée dans les aires de 50 000 à moins de 200 000 habitants,.

### Occupation des sols
L'occupation des sols de la commune, telle qu'elle ressort de la base de données européenne d’occupation biophysique des sols Corine Land Cover (CLC), est marquée par l'importance des territoires agricoles (66 % en 2018), une proportion identique à celle de 1990 (66 %). La répartition détaillée en 2018 est la suivante : 
terres arables (46,7 %), forêts (34 %), prairies (11,5 %), zones agricoles hétérogènes (7,8 %). L'évolution de l’occupation des sols de la commune et de ses infrastructures peut être observée sur les différentes représentations cartographiques du territoire : la carte de Cassini (XVIIIe siècle), la carte d'état-major (1820-1866) et les cartes ou photos aériennes de l'IGN pour la période actuelle (1950 à aujourd'hui).

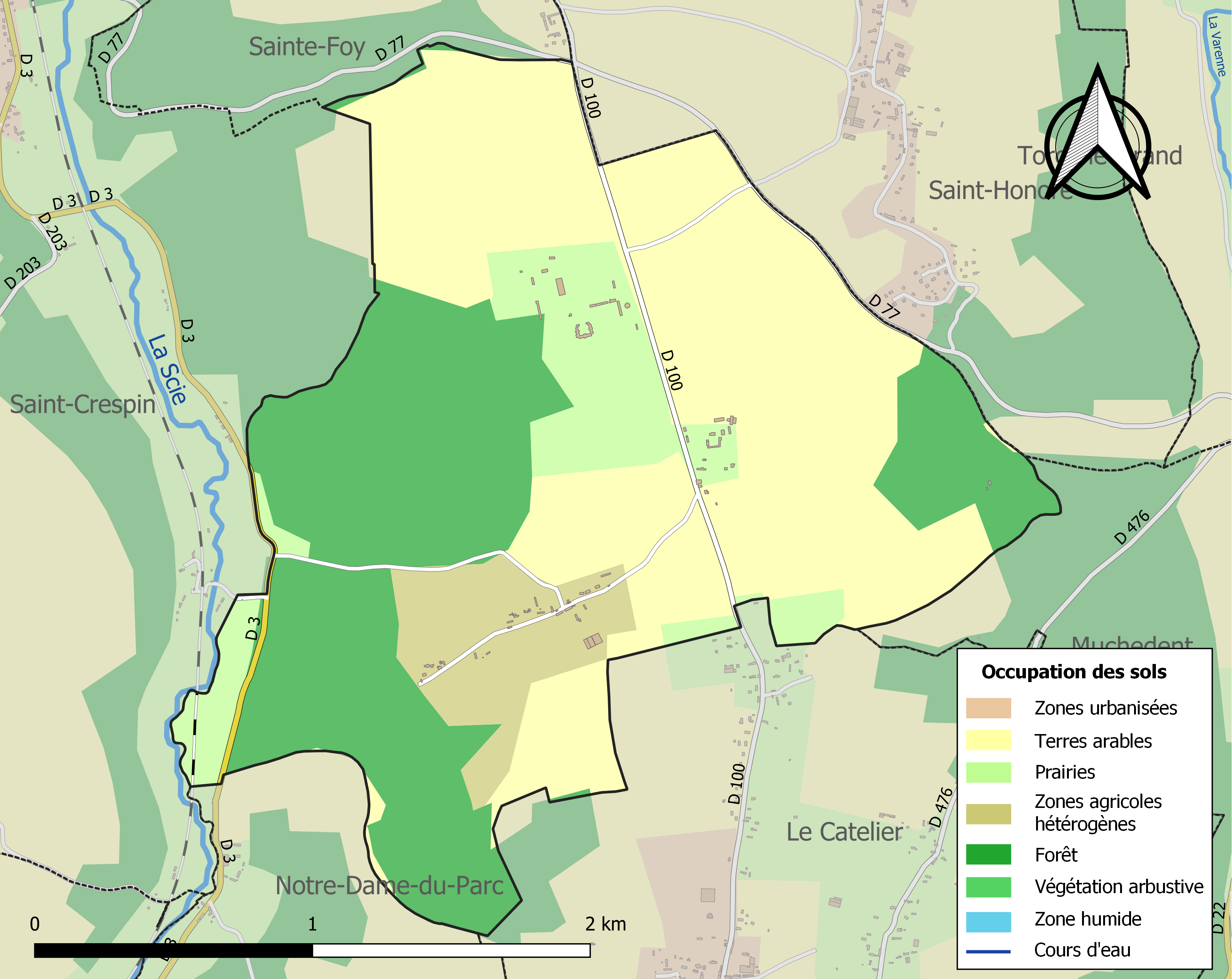
Carte des infrastructures et de l'occupation des sols de la commune en 2018 (CLC).

## Toponymie
Le nom du lieu est attesté sous la forme Centum Acra au XIIe siècle, Centacres en 1715 (Frémont), Les Centacres en 1757 (Cassini), Les Cent Acres en 1953.
Ce toponyme est construit avec un adjectif numéral cardinal et un substantif. Il évoque une terre de « cent acres » (mesure de superficie normande), rappelant, peut-être, la superficie primitive de la localité.

## Politique et administration
| Période                                  | Période                    | Identité          | Étiquette | Qualité                      |
| ---------------------------------------- | -------------------------- | ----------------- | --------- | ---------------------------- |
| Les données manquantes sont à compléter. |                            |                   |           |                              |
| 1874                                     |                            | Augustin Danet    |           |                              |
| Les données manquantes sont à compléter. |                            |                   |           |                              |
| mars 2001                                | mars 2008                  | Jean Bachelet     |           |                              |
| mars 2008                                | mai 2020                   | Jacques Vollet    |           |                              |
| mai 2020                                 | En cours (au 10 août 2020) | Pascal Carpentier |           | Agent technique / technicien |

## Démographie
L'évolution du nombre d'habitants est connue à travers les recensements de la population effectués dans la commune depuis 1793. Pour les communes de moins de 10 000 habitants, une enquête de recensement portant sur toute la population est réalisée tous les cinq ans, les populations de référence des années intermédiaires étant quant à elles estimées par interpolation ou extrapolation. Pour la commune, le premier recensement exhaustif entrant dans le cadre du nouveau dispositif a été réalisé en 2008.

En 2022, la commune comptait 66 habitants, en évolution de +3,13 % par rapport à 2016 (Seine-Maritime : +0,35 %, France hors Mayotte : +2,11 %).
| 1793 | 1800 | 1806 | 1821 | 1831 | 1836 | 1841 | 1846 | 1851 |
| ---- | ---- | ---- | ---- | ---- | ---- | ---- | ---- | ---- |
| 101  | 72   | 74   | 112  | 125  | 109  | 105  | 127  | 114  |

| 1856 | 1861 | 1866 | 1872 | 1876 | 1881 | 1886 | 1891 | 1896 |
| ---- | ---- | ---- | ---- | ---- | ---- | ---- | ---- | ---- |
| 101  | 97   | 101  | 81   | 85   | 96   | 93   | 127  | 108  |

| 1901 | 1906 | 1911 | 1921 | 1926 | 1931 | 1936 | 1946 | 1954 |
| ---- | ---- | ---- | ---- | ---- | ---- | ---- | ---- | ---- |
| 97   | 112  | 86   | 70   | 83   | 103  | 106  | 83   | 60   |

| 1962 | 1968 | 1975 | 1982 | 1990 | 1999 | 2006 | 2008 | 2013 |
| ---- | ---- | ---- | ---- | ---- | ---- | ---- | ---- | ---- |
| 61   | 68   | 51   | 48   | 44   | 39   | 38   | 38   | 58   |

| 2018 | 2022 | - | - | - | - | - | - | - |
| ---- | ---- | - | - | - | - | - | - | - |
| 64   | 66   | - | - | - | - | - | - | - |

## Culture locale et patrimoine

### Lieux et monuments
- Le château de Montigny, des Cent-Acres[Note 4], construit principalement  au XVIIe siècle sur des assises plus anciennes, avec des modifications aux XVIIIe et XIXe siècles. La seigneurie de Montigny appartenait depuis le début du XVIIe siècle à la famille Dambray, qui tint de nombreuses charges au Parlement de Normandie[24]. Le château fut notamment la propriété du chancelier Dambray, mort à Montigny en 1829, puis de son fils, Emmanuel, vicomte Dambray, pair de France, mort sans postérité à Montigny en 1868. Après la mort de sa veuve, Louise Caroline Deshayes de Cry, à Montigny en 1870, il fut vendu à la famille Le Gras du Luart, qui le conserva jusqu'au milieu des années 1950. Le château et ses dépendances font l’objet d’une inscription au titre des monuments historiques depuis le 30 décembre 1988[25].

### Personnalités liées à la commune
- Charles Henri Dambray, chancelier de France, président de la Chambre des pairs (1760-1829), mort en son château de Montigny ;
- Emmanuel, vicomte Dambray, pair de France (1785-1868), fils du précédent, mort en son château de Montigny ;
- Jacques du Luart, député sous la Troisième République, né au château de Montigny en 1881.